# Manuel Marulanda Vélez
Pedro Antonio Marín Marín (13. května 1930 Quindío Department – 26. března 2008 Bogotá), znám pod jménem Manuel Marulanda Vélez, byl hlavním velitelem kolumbijské ultralevicové povstalecké skupiny FARC (Fuerzas Armadas Revolucionarias de Colombia – Revoluční ozbrojené síly Kolumbie). Narodil se v západní části centrální Kolumbie do rodiny s konexemi na kolumbijskou liberální stranu během konfliktů ve 40. a 50. letech 20. století.
Jeho přezdívka byla „Tirofijo“ díky jeho údajné zdatnosti v manipulaci se zbraněmi a střelbě.
Během občanské války La Violencia změnil své politické názory a přidal se ke komunistické straně Kolumbie.
V březnu 2006 byla za jeho dopadení nebo za informaci k tomu vedoucí vypsána odměna 5 milionů amerických dolarů. Vélez však nikdy dopaden nebyl a zemřel o dva roky později na infarkt. Jeho postavení převzal Alfonso Cano.